# NGC 4847
NGC 4847 (również PGC 44464) – galaktyka eliptyczna (E), znajdująca się w gwiazdozbiorze Panny. Odkrył ją Wilhelm Tempel 19 kwietnia 1882 roku.